# Iglesia de Fátima (Albacete)
La iglesia de Nuestra Señora de Fátima, más conocida como iglesia de Fátima, es un templo católico de arquitectura historicista situado en la ciudad española de Albacete. Con una torre-campanario de 33 m, está considerada el «faro de Fátima», emplazada en el corazón de la barriada de las Casas Baratas en el barrio homónimo en plena Circunvalación de Albacete. En el templo se venera a la Virgen de Fátima, patrona del barrio del noroeste del  Ensanche de la capital manchega.

## Historia

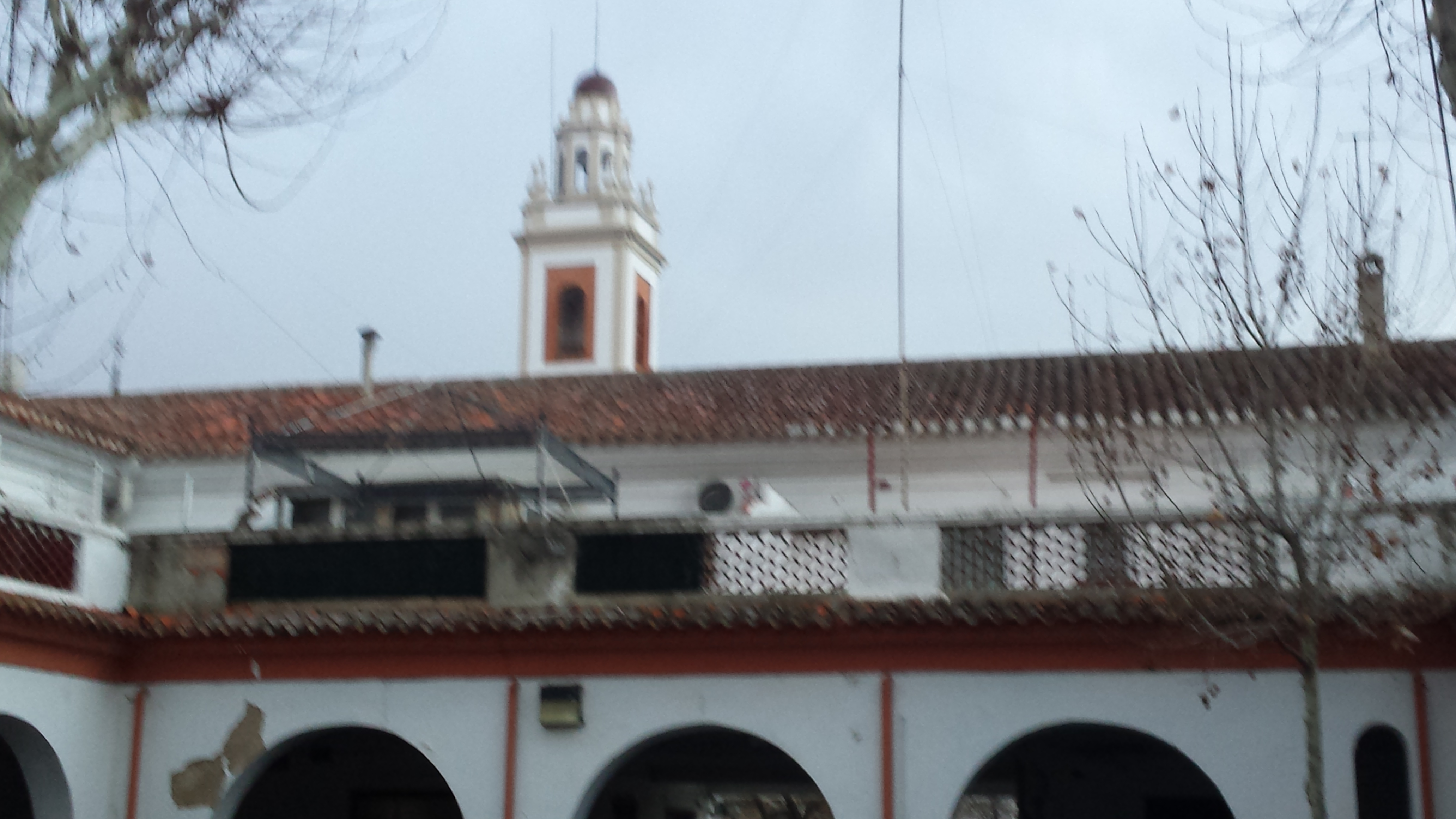
Vista del campanario desde el mercado de las Casas Baratas

La iglesia parroquial de Nuestra Señora de Fátima fue creada por decreto del cardenal Arturo Tabera Araoz el 14 de octubre de 1951. Diseñada por el arquitecto Adolfo Gil Alcañiz, fue erigida a mediados del siglo XX en la ronda de circunvalación como parroquia del extrarradio de Albacete emplazada en un barrio obrero que progresivamente se fue incorporando al centro urbano a medida que la ciudad experimentó un notable crecimiento. Según la historiadora del arte Rubí Sanz la iglesia se levantó en 1947.

## Características

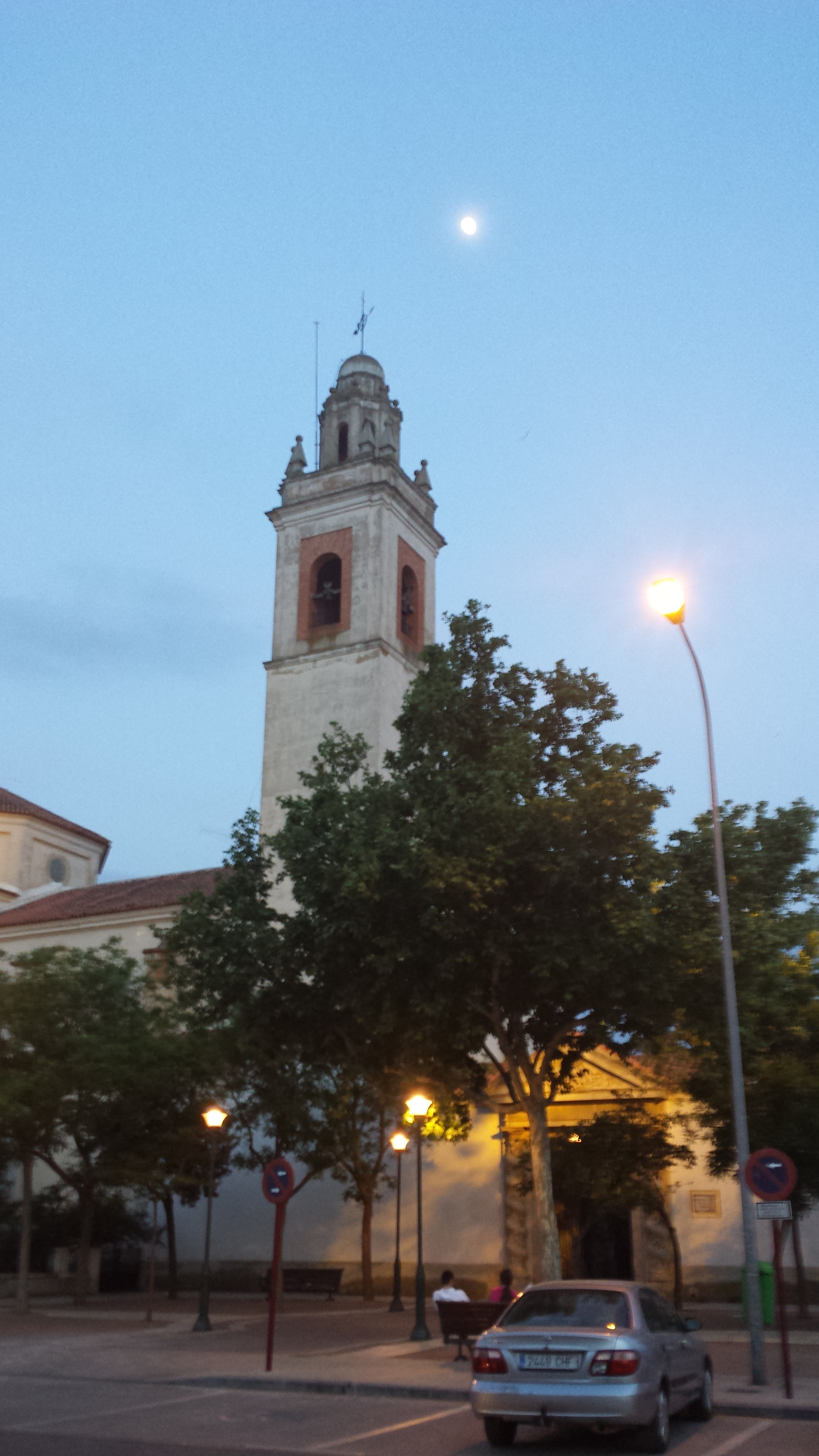
Vista de la iglesia desde una plaza a sus alrededores

El castizo templo de estilo historicista está edificado con muros de tapial, tierra y cal, los mismos materiales que se emplearon en la construcción de la barriada de las Casas Baratas que lo rodea, además del ladrillo. 
Cuenta con un patio a través del cual se accede a la parroquia presidido por una portada con columnas salomónicas que abren el muro del atrio y un imponente campanario. La advocación del templo sagrado es la Virgen de Fátima. 
Está situada en el barrio de Fátima de la capital albaceteña, en la Circunvalación de Albacete. Forma parte del arciprestazgo número dos de la ciudad, perteneciente a la diócesis de Albacete.